# Alopecosa accentuata
Alopecosa accentuata es una especie de araña araneomorfa del género Alopecosa, familia Lycosidae. Fue descrita científicamente por Latreille en 1817.
Se encuentra comúnmente en hábitats abiertos en toda Europa continental con una distribución paleártica reportada. La hembra tiene una longitud corporal (excluyendo las patas) de hasta 12 mm, el macho es bastante más pequeño, hasta 9 mm.

## Descripción
La hembra tiene un caparazón marrón oscuro con una franja central pálida irregular y marcas blancas a los lados de los ojos. El abdomen también tiene una banda central pálida. Los fémures tienen una banda blanca llamativa, pero el resto de la pierna suele ser oscuro. El macho es generalmente similar en apariencia, excepto que las patas suelen ser todas oscuras y, a veces, tiene una cubierta de finos pelos blancos en todo el cuerpo.
La hembra madura en otoño y pasa el invierno como adulta, el macho no madura hasta la primavera, cuando tiene lugar el apareamiento.